# MS Dockville
MS Dockville ist ein Musik- und Kunstfestival im Hamburger Stadtteil Wilhelmsburg am Reiherstieg. Es fand erstmals im Jahr 2007 statt. Große Teile des Festivalgeländes liegen hinter dem Reiherstieg Hauptdeich, also auf einem vor Hochwasser ungeschützten Gebiet.
Das Besondere am MS Dockville ist die Kombination von Musik und bildender Kunst. So schrieb das Kunstmagazin art über das Festival: „Anders als auf großen Musikfestivals oder Kunstmessen, bei denen es darum geht, in kurzer Zeit so viel wie möglich zu konsumieren, steht hier das kollektive Erlebnis, bei dem sich die Besucher selbst einbringen, an erster Stelle.“

## Geschichte

### 2007
Im Jahr 2007 fand das MS Dockville erstmals als zweitägiges Musik- und Kunstfestival mit ca. 5.000 Besuchern statt. Musikalische Headliner waren das deutsche Popduo 2raumwohnung und die Band Tocotronic. Die künstlerische Leitung hatte Daniel Richter inne.

### 2008
Im Jahr 2008 wurde das Festival auf drei Tage ausgedehnt: Es fand von Freitag, dem 15. August 2008, bis Sonntag, dem 17. August 2008, statt. Headliner waren unter anderen die Band Tomte, die Hip-Hop-Formationen Deichkind und Fettes Brot, The Ting Tings und Television Personalities. Daniel Richter hatte in diesem Jahr die Schirmherrschaft über die künstlerischen Projekte inne.
Laut einem Bericht der Boulevard-Zeitung Hamburger Morgenpost wurden 2008 10.000 Besucher täglich gezählt. Andere Berichte bestätigen die Zahl von mindestens 10.000 Besuchern und bescheinigen die Fortschritte, die das Festival seit 2007 in Programm und Infrastruktur gemacht hat.

### 2009

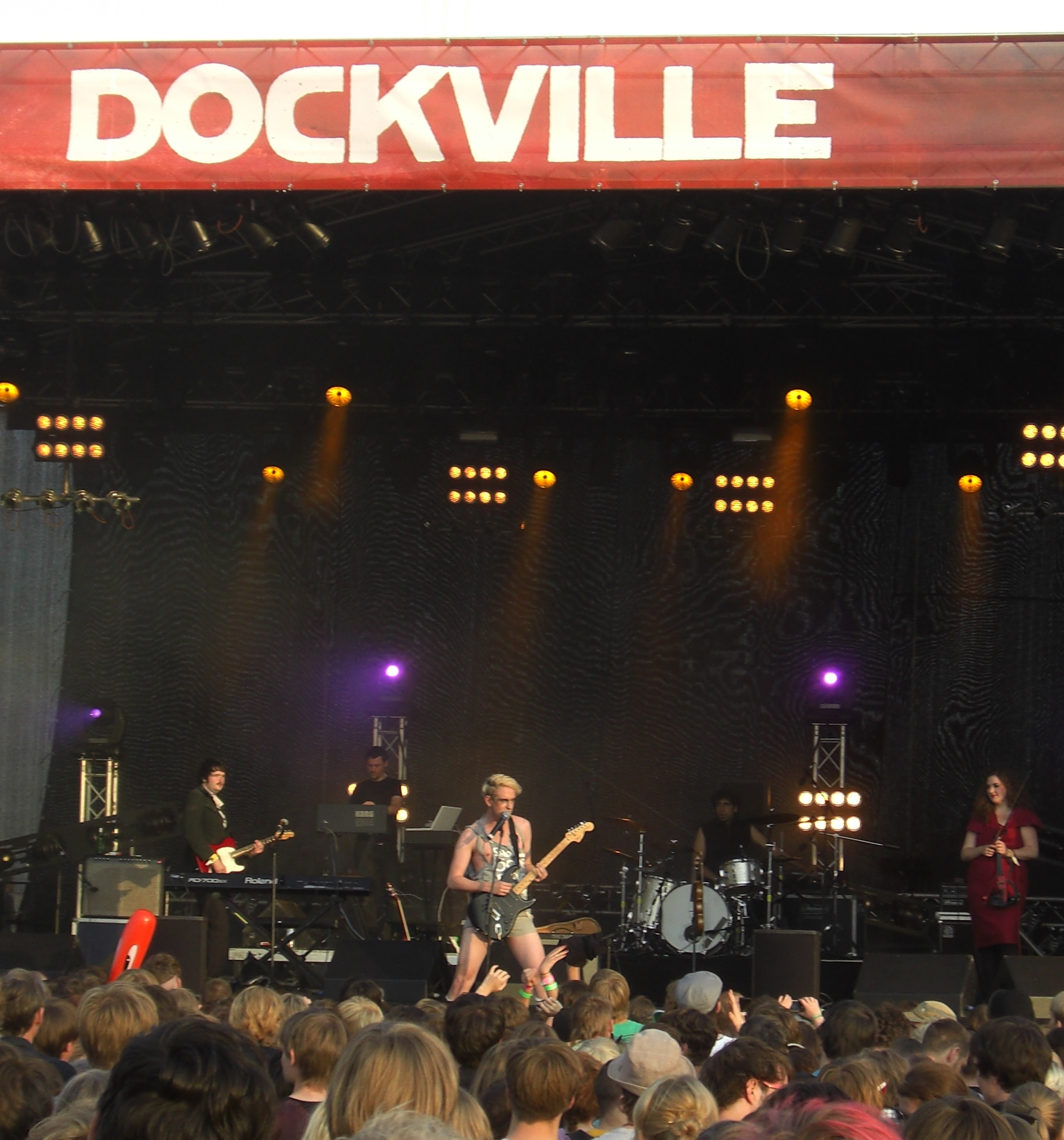
Patrick Wolf auf dem MS Dockville 2009

Im Jahr 2009 fand das Festival auf dem gleichen Gelände wie in den Vorjahren vom 14. bis 16. August statt. Erneut gab es eine Kombination von Musik auf der einen und Werken Bildender Künstler auf der anderen Seite. Headliner in diesem Jahr waren MGMT, Turbonegro, The Whitest Boy Alive und die deutschen Bands Kettcar und Element of Crime. Das Hamburger Abendblatt und der Norddeutsche Rundfunk berichten von 15.000 Besuchern am zweiten Tag des diesjährigen Festivals, womit das Festival einen Besucherrekord erzielte, was gelegentlich zu logistischen Problemen führte.

### 2010
2010 fand das MS Dockville Festival vom 13. bis 15. August statt. Auf dem Festival traten 111 Bands bzw. Künstler auf, u. a. Klaxons, Wir sind Helden, Jan Delay, Jamie T, Slime, Neu!, K.I.Z, The Drums, Jupiter Jones, Uffie, Portugal. The Man, We Were Promised Jetpacks, Frittenbude, Die Sterne, The Whip, Agnes Carlsson, Villagers und Die Vögel.

### 2011
Das MS-Dockville-Festival 2011 fand vom 12. bis 14. August statt. Teilflächen des Geländes konnten aufgrund von Baumaßnahmen nicht für das Festival genutzt werden. Auch die im Vorjahr genutzten Hallen wurden abgerissen. Das MS Dockville strukturierte das Festivalgelände neu, nutzte größere Zelte für das Nachtprogramm und andere Flächen für die Bühnen. Der Zeltplatz wurde erweitert und bot Platz für mehr als 8.000 Campinggäste. Insgesamt besuchten das Festival täglich bis fast 20.000 Besucher.
Durch Unwetter und Dauerregen in den Tagen vor dem Festival hatten die Veranstalter und Gäste erhebliche Probleme mit dem Gelände. Besucher kritisierten unter anderem unbefestigte Wege, ungenügende Sanitäranlagen sowie langes Warten am Einlassbereich. Die große Zeltbühne Maschinenraum wurde aufgrund Sicherheitsbedenken vom Veranstalter am Freitag gesperrt. Die Bands wurden zum größten Teil auf freie Spielzeiten anderer Bühnen verlegt. Besucher kritisierten jedoch die mangelhafte Information über Verlegungen und Absagen. Am Samstag fand der Betrieb der Bühne wieder statt, jedoch hatte das Zelt durch einen abgesperrten Bereich eine geringere Besucherkapazität. Der Veranstalter entschuldigte sich nach dem Festival in einer Pressemitteilung für die entstandenen Unzulänglichkeiten.
Auf dem Festival traten ca. 150 Bands und DJs auf, u. a. Santigold, Editors, Crystal Castles, …And You Will Know Us by the Trail of Dead, The Bloody Beetroots, Johnossi, Marteria, Die Goldenen Zitronen, Kele, Kante, Edward Sharpe and the Magnetic Zeros, The Pains of Being Pure at Heart, Those Dancing Days, Noah and the Whale, Wild Beasts, Mount Kimbie, Andreas Dorau, Kollektiv Turmstrasse, Egotronic, DJ Phono, Bodi Bill, Hundreds und Kakkmaddafakka.

### 2012

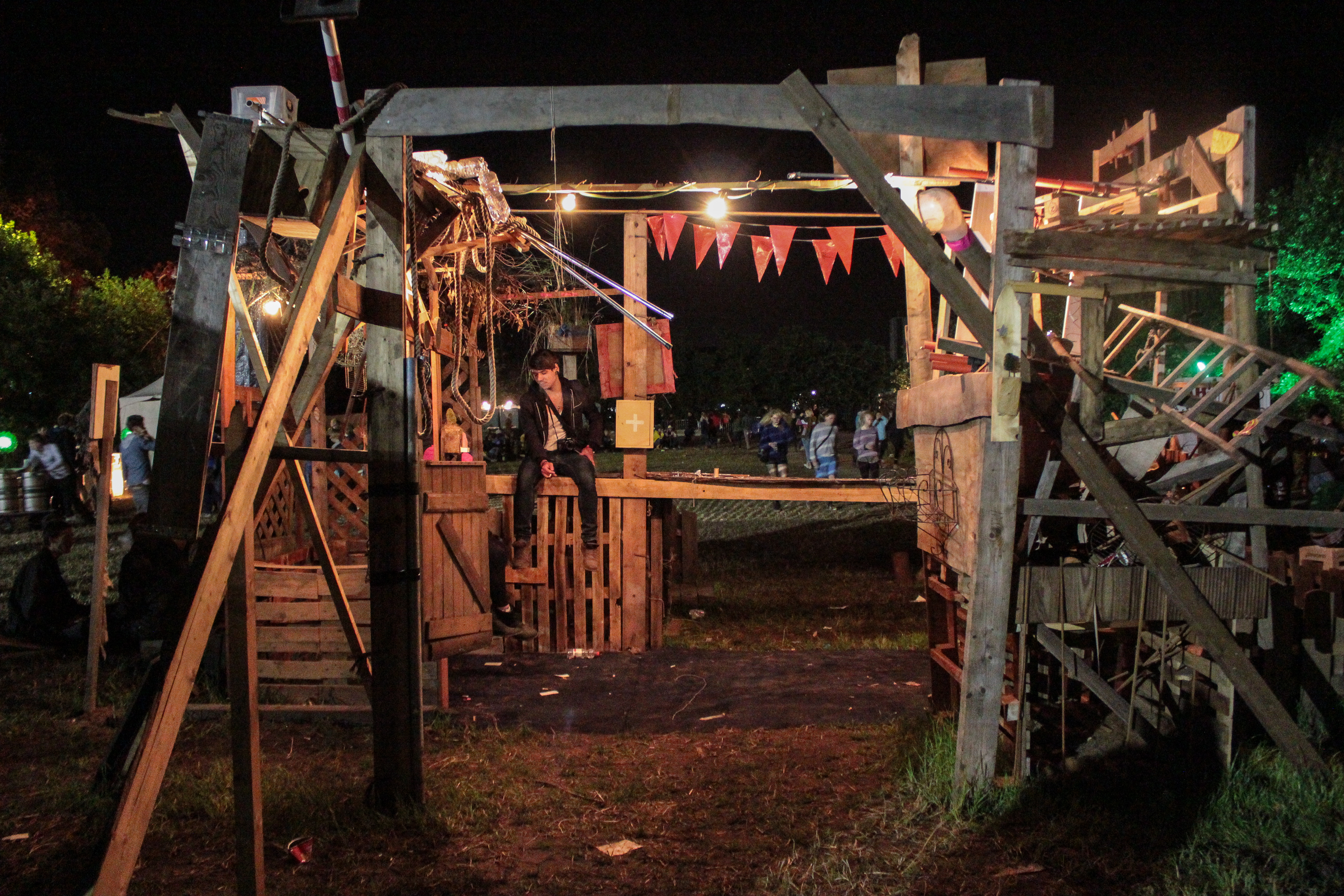
Installation, Anton Unai "BORN FROM NOTHING", 2012

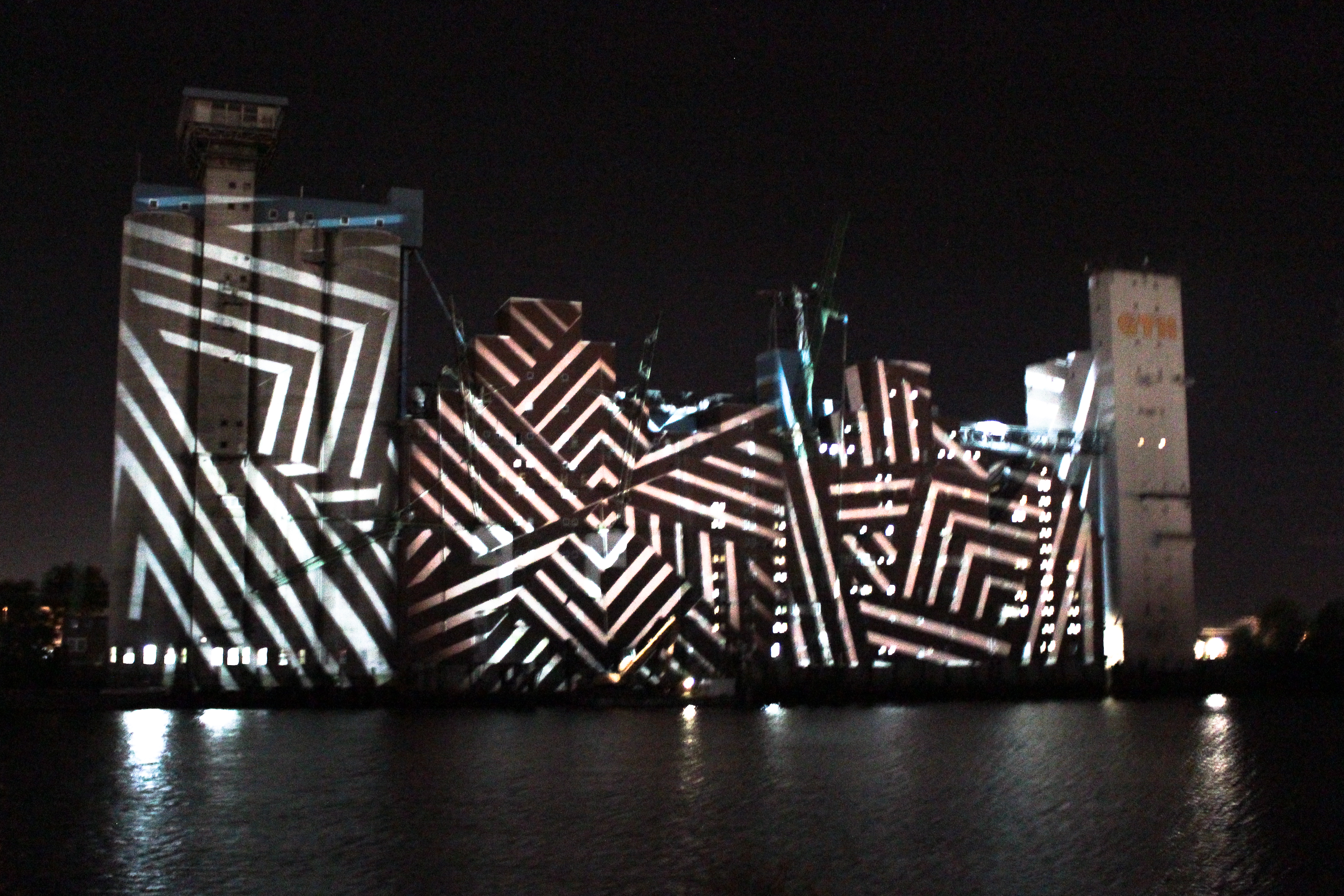
Lichtinstallation des gegenüberliegenden Speichers bei Nacht, 2012

Das MS-Dockville-Festival 2012 fand vom 10. bis 12. August statt. Dabei traten u. a. Hot Chip, James Blake, Maxïmo Park, Tocotronic, Metronomy, Frittenbude, Prinz Pi, The Maccabees, WhoMadeWho, Le Fly, Dillon, Wye Oak, Dear Reader, Future Islands, Die Vögel und Retro Stefson auf.

### 2013
Das MS-Dockville-Festival 2013 fand vom 16. bis 18. August statt. 2013 traten u. a. Foals, Mac Miller, The Lumineers, Woodkid, Totally Enormous Extinct Dinosaurs, Kitty, Daisy & Lewis, Crystal Fighters, A-Trak, Baauer, Agnes Obel, DJ Koze, Wankelmut, Alle Farben und Die Orsons auf.
Church of Beer
Für die Kooperation mit dem Roskilde-Festival wurde von 27 Künstlern und Aktiven eine „prozessorientierte, reisende Skulptur“ erschaffen. Vom MS-Dockville-Kunstcamp wurde durch Jeremy Wade und Miguel Gutierrez ab dem 30. Juni mit einem Anti-Gottesdienst der Bau der Church of Beers eröffnet, einer Gedenkstätte für die dort etablierte, neue Glaubensrichtung aus leeren Bierdosen.
Nach dem Festival wurden die Dosen wiederaufbereitet.

### 2017
Das MS-Dockville-Festival 2017 fand vom 18. bis 20. August statt. 2017 traten u. a. Flume, Moderat, AnnenMayKantereit, Mighty Oaks, Sohn, Mura Masa, Glass Animals, Oh Wonder, King Krule, SSIO, Mount Kimbie, Tale of Us, James Vincent McMorrow und Von Wegen Lisbeth auf.

### 2018
Das MS-Dockville-Festival 2018 fand vom 17. bis 19. August statt. 2018 traten u. a. Bonobo, Alt-J, Faber, Olli Schulz, Cigarettes after Sex, Querbeat, Leoniden, Trettmann, Princess Nokia, Drunken Masters, Granada und Everything Everything auf.

### 2019
Im Jahr 2019 fand das MS Dockville vom 16. bis 18. August statt. Es traten unter anderem Billie Eilish, RIN, Von Wegen Lisbeth, Bilderbuch, Jungle, Jon Hopkins, Parcels, Meute, Bausa, Aurora, Loyle Carner, Giant Rooks, Roosevelt, Monolink, HVOB, EX:RE, Two Feet, Boy Pablo, Drangsal, Nura, Juju, Eno, Ahzumjot und Mine auf.

### 2020
Das MS Dockville wurde aufgrund der weltweiten COVID-19-Pandemie abgesagt und auf den 13.–15. August 2021 verschoben.

### 2021
Durch die anhaltende COVID-19-Pandemie konnte das Festival erneut nicht wie gewohnt stattfinden. Im Rahmen des Kultursommer Hamburg veranstalteten das MS Dockville sowie MS Artville, Vogelball und das Spektrum Festival das Fast ein Festival vom 17. Juli bis 22. August 2021. Innerhalb der Fast-ein-Festival-Veranstaltungsreihe fand am 7. August das Zeitgleich Festival 2.0 statt. Hierbei veranstalteten das MS Dockville, Rocken am Brocken und das Sound-of-Forest-Festival in Zusammenarbeit mit arte drei dezentral, aber zeitgleich stattfindende Festivals, die live gestreamt wurden. Im Rahmen der geltenden Vorschriften konnten einige Personen jedoch auch vor Ort an den Festivals teilnehmen. Für das MS Dockville traten die Künstler Sofia Portanet, Rote Mütze Raphi, Jules Ahoi, L’Aupaire und AVEC auf.